# Un rincón de la mesa
Un rincón de la mesa (en francés Un coin de table) es un cuadro del pintor francés Henri Fantin-Latour presentada en el Salón de París de 1872.

## Historia
El cuadro es el tercero de una serie de retratos en grupo: los dos primeros, Homenaje a Delacroix de 1864 y Un atelier aux Batignolles de 1870, muestran a los pintores que él admiraba. El cuarto, Alrededor del piano de 1885, muestra a músicos. En Un rincón de la mesa, el artista pintó a poetas de su época. Todos los cuadros se encuentra en el Museo de Orsay.
La idea original era realizar un Homenaje a Baudelaire, un cuadro con poetas muy reconocidos como Victor Hugo, Leconte de Lisle y Théodore de Banville, junto a un retrato de Baudelaire para celebrar el quincuagésimo aniversario de su nacimiento. Pero estos no quisieron posar. Fantin-Latour tuvo entonces que contentarse con poetas menos famosos.
El cuadro representa un grupo de poetas al finalizar una comida, alrededor de la mesa. Sentados, de izquierda a derecha están Paul Verlaine, Arthur Rimbaud, Léon Valade, Ernest d'Hervilly y Camille Pelletan. De pie, de izquierda a derecha se encuentran Pierre Elzéar, Émile Blémont y Jean Aicard.
En donde se encuentra el ramo de flores, a la extrema derecha, debió haber figurado Albert Mérat. Pero este se negó a posar en el cuadro debido a la presencia de Rimbaud, con el que tenía una relación muy fría. En especial, después del episodio del 2 de marzo de 1872 del grupo Villains Bonshommes, en el que Rimbaud golpeó al pintor Étienne Carjat con el bastón-espada que había arrebatado a Mérat.
El cuadro es muy académico y hubiera recibido mucha menos fama de no ser por la presencia de Verlaine y Rimbaud. Este retrato del joven poeta de Charleville es, junto con la fotografía tomada por Étienne Carjat, la representación de Rimbaud más conocida.
El cuadro fue vendido por su autor a Émile Blémont, distinguido por su posición central, quien luego lo donó al Museo del Louvre en 1910, y que después fuera transferido a su actual ubicación, el Museo de Orsay en París.
El cuadro fue objeto de un homenaje, a través de un relato, del escritor Claude Chevreuil, publicado en 2010.